# Pier Giusto Jaeger
Pier Giusto Jaeger (Trieste, 25 agosto 1936 – Milano, luglio 2008) è stato un avvocato e storico italiano.

## Biografia
Figlio di Nicola Jaeger (professore di procedura civile e giudice costituzionale), è stato professore di diritto commerciale all'Università di Milano.
Con Berardino Libonati fu socio dello studio legale Libonati-Jaeger, con sede sia a Milano che a Roma, che dava assistenza ai maggiori gruppi societari italiani nelle più importanti vicende didiritto commerciale, sia sotto l'aspetto della consulenza, che delle controversie giudiziarie.
Fu anche, sia pure per diletto, uno storico molto apprezzato occupandosi in particolare dell'ultimo re del Regno delle Due Sicilie Francesco II di Borbone, (ponendosi su posizioni di rivalutazione della sua figura di monarca) e della storia militare dell'Ottocento.

## Opere
- Pier Giusto Jaeger, L'interesse sociale, Milano, 1964
- Pier Giusto Jaeger, Francesco II di Borbone. L'ultimo re di Napoli, Milano, Mondadori, 1982.
- Pier Giusto Jaeger, Le mura di Sebastopoli : gli italiani in Crimea, 1855-56 . - Milano , 1991
- Pier Giusto Jaeger, Il voto divergente nelle società per azioni  1976
- Pier Giusto Jaeger, Appunti di diritto commerciale. Impresa e società
- Pier Giusto Jaeger, La separazione del patrimonio fiduciario nel fallimento, Milano 1968
- Pier Giusto Jaeger, La nozione d'impresa dal codice allo statuto
- Pier Giusto Jaeger, Valutazione comparativa di interessi e concorrenza sleale